# Тетраборид пентародия
Тетраборид пентародия — бинарное неорганическое соединение
родия и бора
с формулой Rh5B4,
кристаллы.

## Получение
- Сплавление стехиометрических количеств чистых веществ:

{\displaystyle {\mathsf {5Rh+4B\ {\xrightarrow {T}}\ Rh_{5}B_{4}}}}

## Физические свойства
Тетраборид пентародия образует кристаллы
гексагональной сингонии,
пространственная группа P 63/mmc,
параметры ячейки a = 0,33058 нм, c = 2,0394 нм, Z = 2

.